# Vittore Gottardi
Vittore Gottardi, (Caslano, 24 de septiembre de 1941 - Gentilino, 18 de diciembre de 2015) fue un futbolista suizo. Se desempeñaba en la posición de Centrocampista.

## Carrera
Jugó con FC Lugano, Bellinzona, Lausanne y el Rapid Lugano. Ganó la Copa Suiza con el Lausanne en 1964 y con el Lugano en 1968, pero perdió la final en 1969 con el Bellinzona.

## Como internacional
Gottardi hizo su debut por Suiza en julio en el Copa Mundial de Fútbol de 1966 contra España y jugó un total de 4 partidos sin marcar ningún gol. Su último partido fue en febrero de 1967 en un amistoso contra México.

## Clubes
| Club       | País  | Año       |
| ---------- | ----- | --------- |
| FC Lugano  | Suiza | 1959–1961 |
| Lausanne   | Suiza | 1962–1964 |
| FC Lugano  | Suiza | 1965–1968 |
| Bellinzona | Suiza | 1969–1970 |

## Palmarés

### Campeonatos nacionales
| Título     | Club      | País  | Año  |
| ---------- | --------- | ----- | ---- |
| Copa Suiza | Lausanne  | Suiza | 1964 |
| Copa Suiza | FC Lugano | Suiza | 1968 |